# Jüdischer Ordnungsdienst

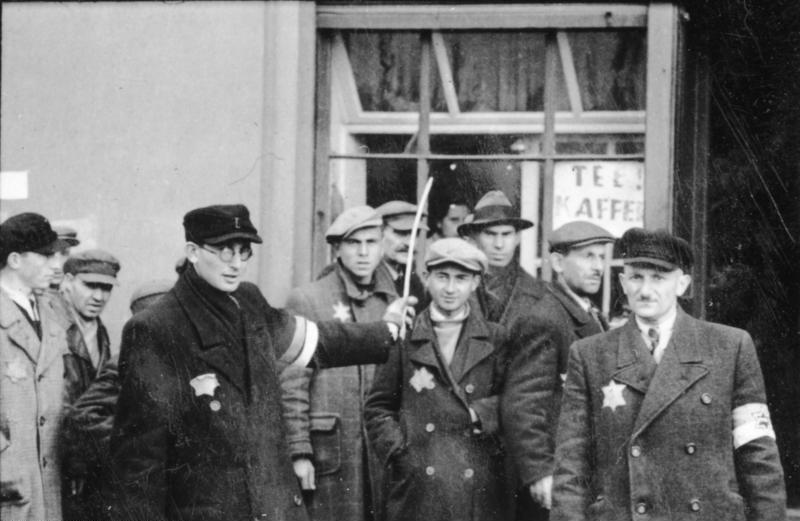
Poliziotti ebrei nel ghetto di Łódź 1940

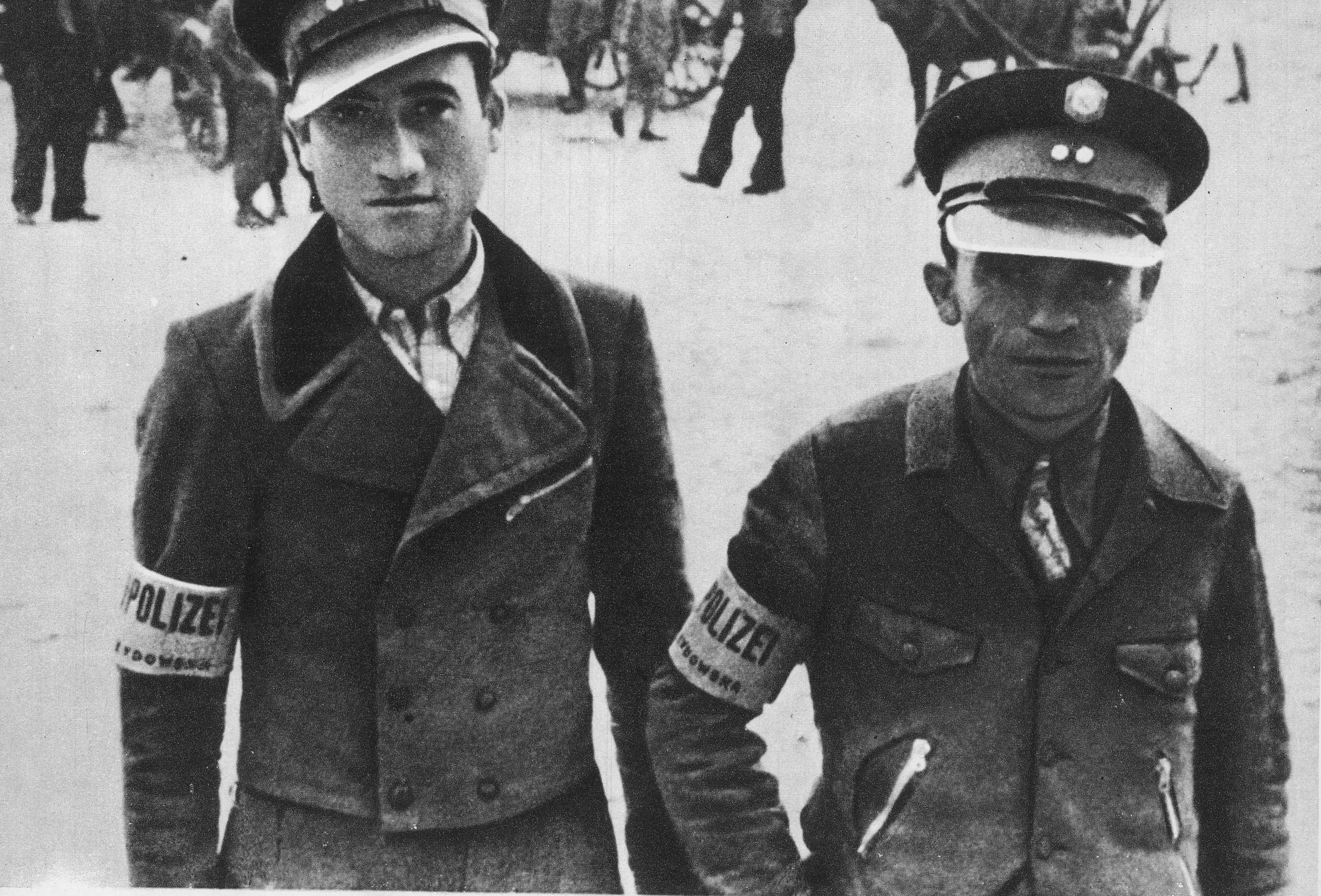
Poliziotti ebrei a Węgrów, Polonia

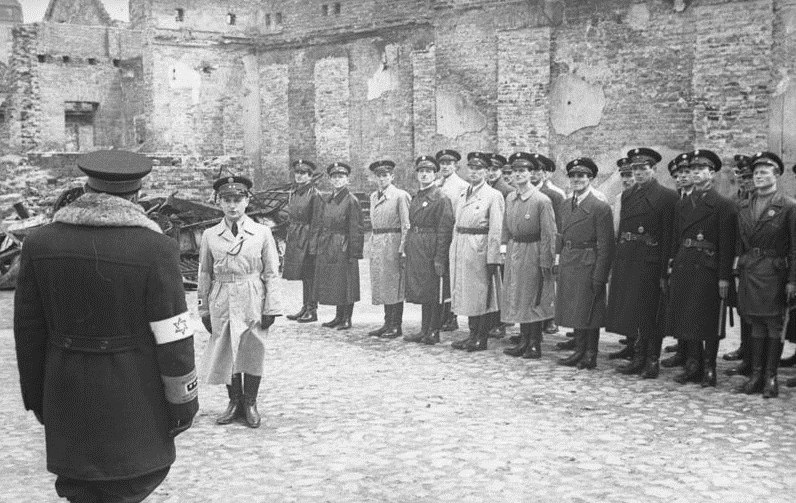
Polizia del ghetto ebraico nel ghetto di Varsavia, maggio 1941

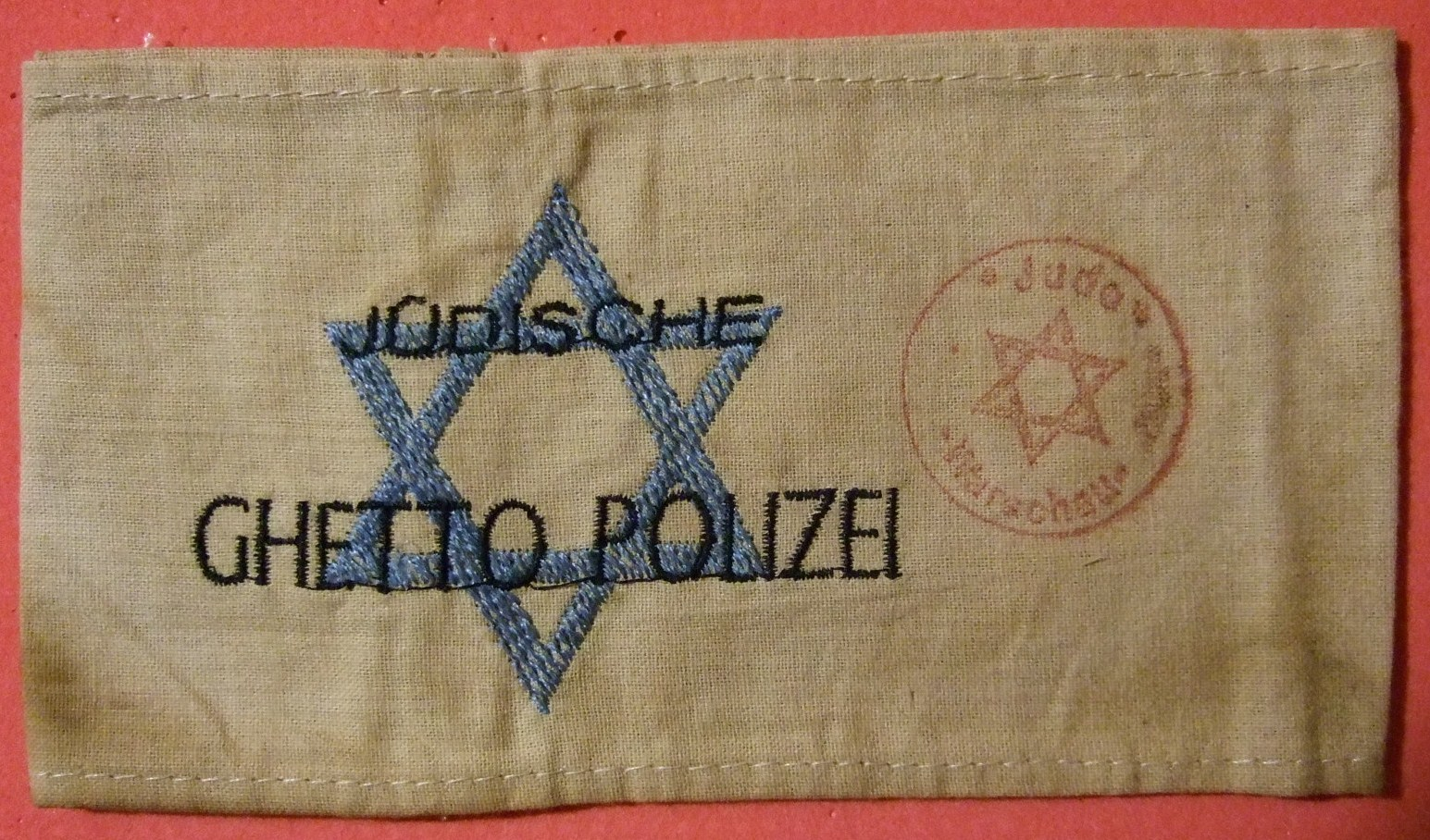
Bracciale indossato dalla polizia del ghetto ebraico nel ghetto di Varsavia.

Il Jüdischer Ordnungsdienst (Servizio di Polizia Ebraica) o Jüdische Ghetto-Polizei (Polizia del Ghetto Ebraico), chiamata anche Polizia Ebraica degli Ebrei, erano le unità di polizia ausiliarie organizzate all'interno dei ghetti nazisti dai locali Judenrat (consigli ebraici).

## Descrizione
I membri della polizia ebraica di solito non avevano uniformi ufficiali, spesso indossavano solo un bracciale identificativo, un cappello e un distintivo, e non erano autorizzati a portare armi da fuoco, sebbene avessero in dotazione i manganelli. Nei ghetti in cui lo Judenrat era resistente agli ordini tedeschi, la polizia ebraica veniva spesso utilizzata (come riferito a Lutsk) per controllare o sostituire il consiglio. Una delle più grandi unità di polizia ebraica si trovava nel ghetto di Varsavia, dove il Jüdischer Ordnungsdienst contava circa 2.500 individui, mentre il ghetto di Łódź ne contava circa 1.200 e il ghetto di Lwów 500.
Anatol Chari, un poliziotto del ghetto di Łódź, nelle sue memorie descrive il suo lavoro di protezione dei depositi di cibo, di controllo dei dipendenti della panetteria e di pattuglie volte alla confisca del cibo ai residenti del ghetto; racconta il coinvolgimento dei poliziotti ebrei nella truffa delle razioni di cibo e nel costringere le donne a fornire servizi sessuali in cambio di pane.
Lo storico ebreo polacco e archivista del ghetto di Varsavia Emanuel Ringelblum, ha descritto la crudeltà della polizia ebraica del ghetto come "a volte maggiore di quella dei tedeschi, degli ucraini e dei lettoni". La polizia ebraica del ghetto alla fine ha condiviso lo stesso destino con tutti i suoi compagni di ghetto.
Alla liquidazione dei ghetti (1942-1943), furono uccisi sul posto o mandati nei campi di sterminio.